# Jean-Michel Aeby
Pour les articles homonymes, voir Aeby.
Jean-Michel Aeby, né le 23 mai 1966 dans le canton de Genève, est un footballeur international (3 sélections) et entraîneur de football suisse.

## Biographie

### En club
Il a notamment évolué au Lausanne-Sport et au Servette FC où il a gagné un titre avec ce club champion de Suisse. 

### Entraîneur
Entraîneur du CS Chênois (1L), du FC Meyrin (1L), du Servette (ChL) pendant trois ans, il est engagé ensuite comme entraineur des jeunes pour Neuchâtel Xamax.
En janvier 2009, il est nommé entraîneur de l'équipe A. En août 2010, il est remercié à la suite des mauvais résultats obtenus.

## Carrière joueur
- 1984-1986 :  Étoile Carouge FC
- 1986-1988 :  AC Bellinzone
- 1988-1991 :  Lausanne-Sports
- 1991-1996 :  Servette Genève
- 1996-1998 :  Étoile Carouge FC
- 1998-1999 :  FC Meyrin
- 1999-2000 :  CS Chênois

## Carrière entraîneur
- 2000-2002 :  CS Chênois
- 2003-2005 :  FC Meyrin
- 2006-2008 :  Servette Genève
- fév. 2009-2009 :  Neuchâtel Xamax
- avr. 2010-2010 :  Neuchâtel Xamax
- 2010-jan. 2011 :  FC Baulmes
- 2011-2012 :  Stade nyonnais
- juil. 2012- août 2012 :  Étoile Carouge FC
- 2013-2014 :  Servette Genève
- 2014-2015 :  FC Biel-Bienne
- oct. 2015-2017 :  Lancy FC
- 2017-2019 :  Étoile Carouge FC
- 2020-2021 :  Yverdon-Sport
- aout 2021-avr. 2022 :  AC Bellinzona
- depuis oct. 2022 :  FC Biel-Bienne